# Julius Edgar Lilienfeld

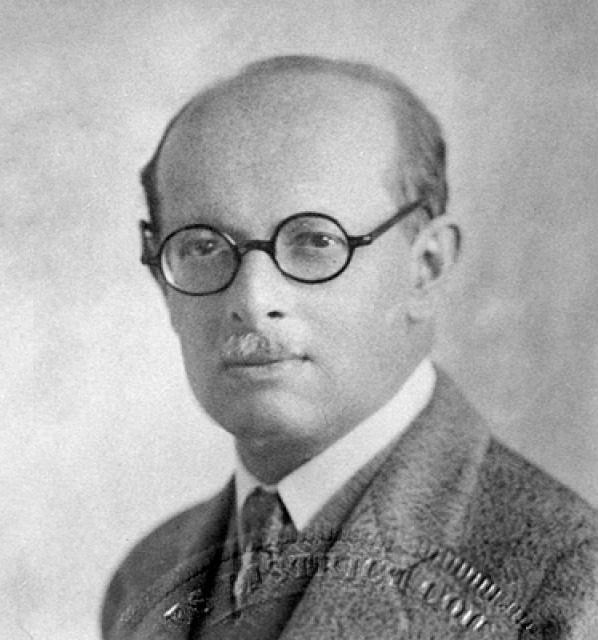
Julius Edgar Lilienfeld

Julius Edgar Lilienfeld (Lemberg, 18 april 1882 – Charlotte Amalie, 28 augustus 1963) was een Joods-Amerikaans natuurkundige en elektrotechnicus van Oostenrijks-Hongaarse afkomst. In 1925 bedacht hij het basisprincipe van de transistor.

## Biografie
Lilienfeld werd geboren in Lemberg (de huidige Oekraïense stad Lviv) als zoon van de Joodse advocaat Siegmund Lilienfeld en Sarah Jampoler Lilienfeld. Na het afronden van de Oberrealschool in Lemberg kon hij in 1899 naar de universiteit, maar hij besloot een praktische opleiding te volgen en schreef zich als student werktuigbouwkunde in aan de Technische Hogeschool van Berlin-Charlottenburg. 
Echter, na een jaar studie en werkervaring te hebben opgedaan in een machinefabriek veranderde hij van gedachten en ging naar de Friedrich-Wilhelm-universiteit te Berlijn voor een vierjarige studie natuurwetenschap. Zijn favoriete vakken waren filosofie, wiskunde, natuurkunde en scheikunde, met de nadruk op experimentele natuurkunde. 
Zo woonde hij onder andere de lessen bij van Jacobus van 't Hoff, Max Planck en Emil Warburg. Onder leiding van Warburg werkte hij van 1903 tot 1904 als assistent bij het natuurkundig instituut. In 1904 rondde hij zijn studie af en in februari 1905 promoveerde hij op zijn proefschrift Über eine allgemeine und hervorragend empfindliche Methode zur spektralen qualitativen Elementaruntersuchung von Gasgemischen.

## Carrière
In 1905 kon hij aan de slag bij het natuurkundig instituut van de universiteit van Leipzig, waar hij onderzoek deed naar gasontlading in vacuümbuizen en hoogrendements-lagedrukkwikdamplampen. In 1910 habiliteerde hij op het proefschrift Die Elektrizitätsleitung im extremen Vakuum.
Rond dezelfde tijd begon hij bezig te houden met de ontdekking van röntgenstraling en verkreeg hij een patent op de Lilienfeldbuis (later bekend als de Coolidgebuis). In 1919 beschreef hij de later naar hem vernoemde Lilienfeldstraling – de voor het menselijk oog zichtbare grijswitte licht, uittredend nabij de anode van röntgenbuizen. Pas later werd verklaard dat deze vorm van overgangsstraling ontstaat door het uittreden van plasmons uit het metaaloppervlak.
In 1925 beschreef hij voor het eerst het principe van de veldeffecttransistor. Hoewel hij voor de bouw van een functionele transistor geen halfgeleidermateriaal van zuivere kwaliteit tot zijn beschikking had en dus waarschijnlijk nooit een werkende transistor heeft gebouwd, beschreef hij in zijn ingediende octrooien de constructie en werking ervan nauwgezet. Pas in 1947 konden Walter Brattain en John Bardeen van Bell Labs de eerste werkende transistor construeren. Hoewel ze hiervoor werden onderscheiden met een Nobelprijs, lukte het hen niet op de transistor octrooi te verkrijgen, mede doordat hun aanvragen werden afgewezen als gevolg van Lilienfelds octrooien.

## Persoonlijk
Vanwege het toenemende antisemitisme en de vervolging van de Joden in Duitsland emigreerde Lilienfeld in 1927 naar de Verenigde Staten, waar hij in 1934 staatsburger werd. Op 2 mei 1926 huwde hij de Amerikaanse Beatrice Ginsburg. In de Verenigde Staten begon hij ook onderzoek te doen naar elektrolytische condensatoren.
Woonachtig in Winchester (Massachusetts) was hij onder andere directeur van de Ergon Research Laboratories in Malden. In 1935 verhuisde hij met zijn vrouw naar de Amerikaanse Maagdeneilanden om verlost te zijn van zijn heftige allergiereacties op tarwepollen, waar hij zijn hele leven onder leed. Gedurende zijn leven verkreeg Lilienfeld circa 15 Duitse en 60 Amerikaans octrooien.